# Bekjan Goiguereyev
Bekjan Salavdinovich Goiguereyev –en ruso, Бекхан Салавдинович Гойгереев– (22 de mayo de 1987) es un deportista ruso que compite en lucha libre. Ganó una medalla de oro en el Campeonato Mundial de Lucha de 2013 y una medalla de plata en el Campeonato Europeo de Lucha de 2014.

## Palmarés internacional
| Campeonato Mundial | Campeonato Mundial | Campeonato Mundial | Campeonato Mundial |
| Año                | Lugar              | Medalla            | Categoría          |
| ------------------ | ------------------ | ------------------ | ------------------ |
| 2013               | Budapest (Hungría) | Medalla de oro     | 60 kg              |
| Campeonato Europeo |                    |                    |                    |
| Año                | Lugar              | Medalla            | Categoría          |
| 2014               | Vantaa (Finlandia) | Medalla de plata   | 61 kg              |